# Complesso monumentale ex Carcere borbonico

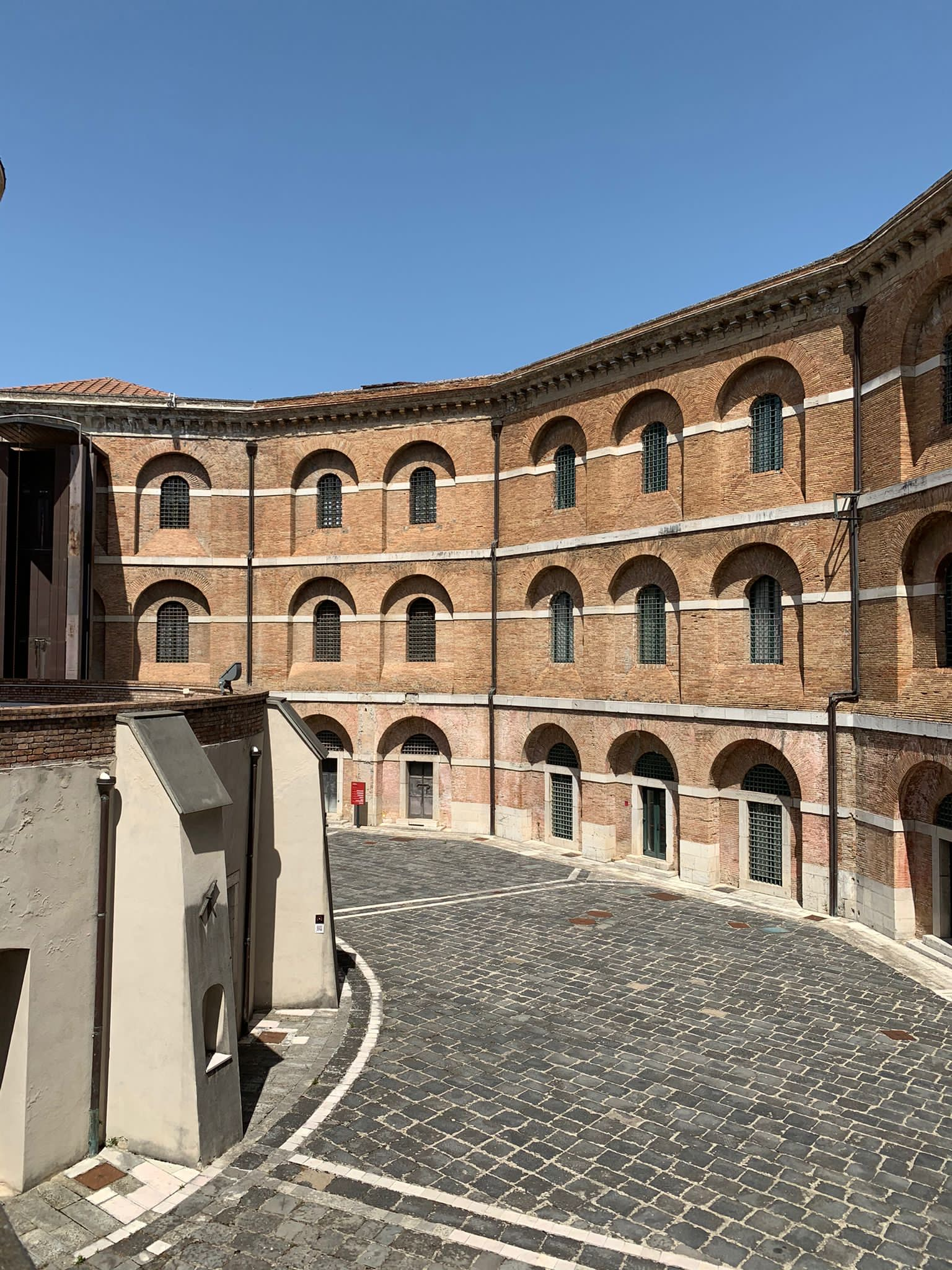
Complesso monumentale ex Carcere Borbonico (Avellino)

Il Complesso Monumentale Carcere Borbonico di Avellino ospita varie sezioni del Museo irpino, insieme ad alcuni spazi dedicati ai servizi culturali, come il CRBC (Centro Regionale per i Beni Culturali di Napoli), l’ufficio catalogo del Mibac, un auditorium, una sala conferenze e sale per le mostre temporanee. 
L’edificio fu costruito nel 1826 dall'architetto Giuliano De Fazio, il quale si ispirò alle teorie del filosofo Jeremy Bentham.

## Storia

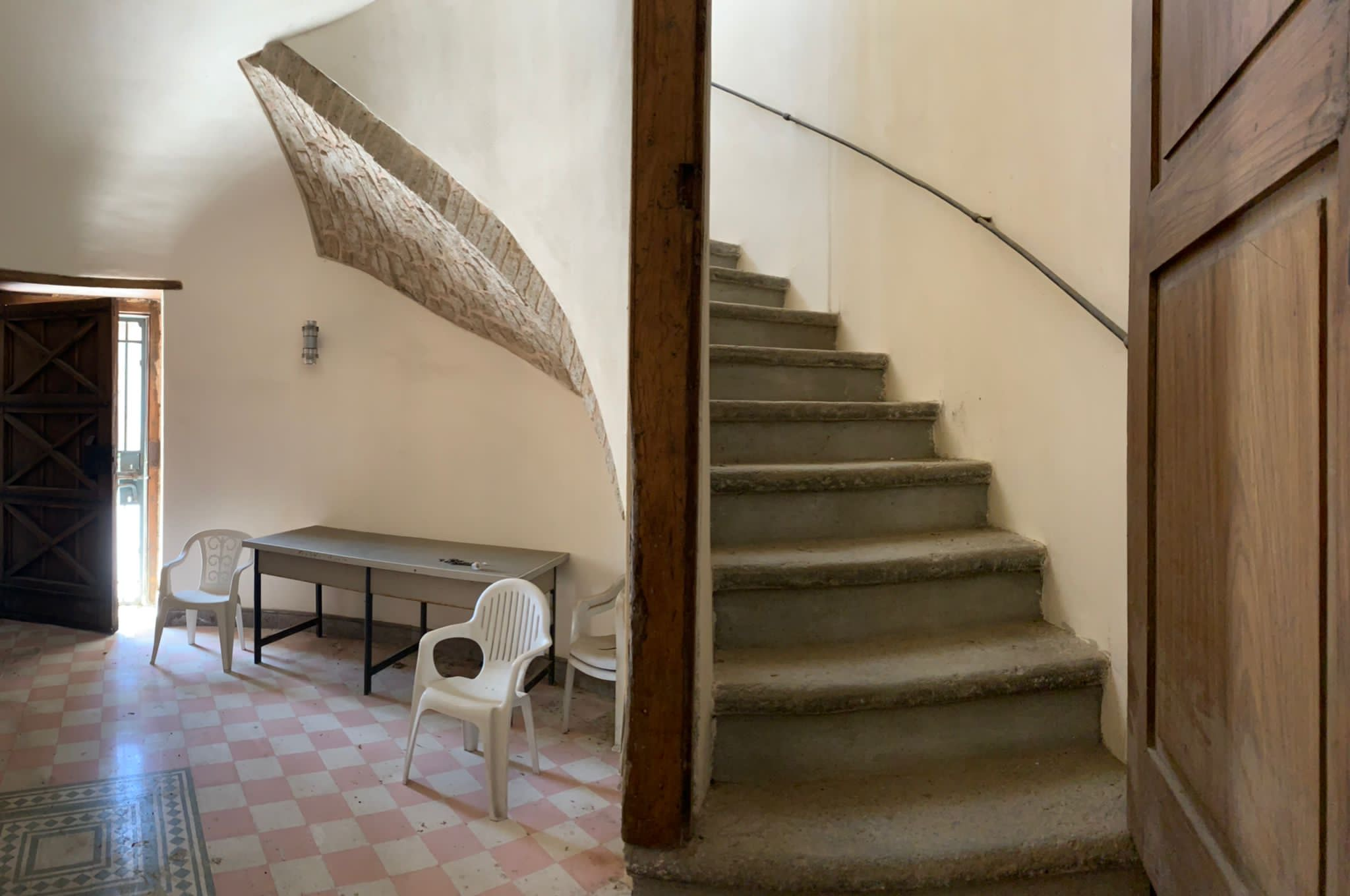
Scala interna del Complesso monumentale ex Carcere Borbonico (Avellino)

### Riforme che portarono alla creazione del nuovo carcere
Nel 1806, Giuseppe Bonaparte divenne re del Regno di Napoli; iniziò così per il regno un decennio di riforma istituzionale e ripresa culturale. 
Il governo francese pose fine al feudalesimo delle terre, causando così una trasformazione e riorganizzazione del regno. Si presentò perciò la necessità di spostare il capoluogo di provincia di Principato Ultra da Montefusco ad Avellino, dando l’avvio a un periodo di sviluppo edilizio; si avvertì quindi l’esigenza di un carcere nella città di Avellino, a seguito del trasferimento dei tribunali per le udienze civili e penali. Infatti, nelle stalle di Palazzo Caracciolo e dei terranei di Palazzo Testa e degli Uberrati, vi erano delle squallide prigioni che contrastavano con la politica di Bonaparte sulla condizione dei prigionieri (decreto del 5 febbraio del 1808).

### Costruzione ed evoluzione del carcere

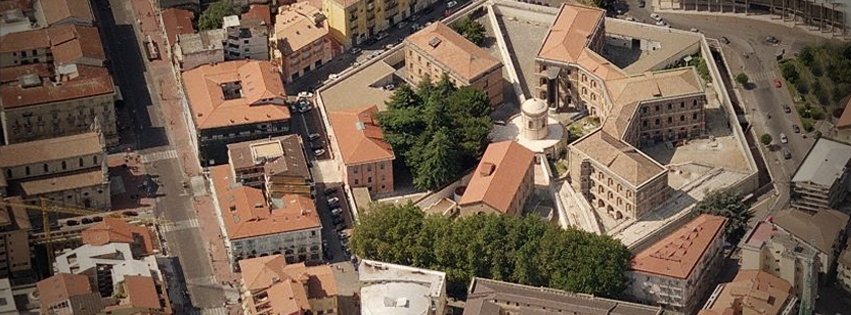
Vista aerea dell'ex carcere

Solo con re Ferdinando I di Borbone vi fu uno stanziamento di 60000 ducati per dare inizio alla costruzione del nuovo carcere cittadino. 
Il primo progetto fu redatto dall’ingegnere Luigi Oberty, che però venne respinto dalla Commissione esaminatrice del Corpo Reale di Ingegneri di Ponti e Strade, perché troppo legato alle antiche concezioni edilizie punitive. La Commissione indicò poi i principi concettuali e progettuali cui si sarebbe dovuto attenere il nuovo Carcere: il progetto era quello di una pianta ottagonale regolare inscritta in un cerchio, da cui si sarebbero protratte sedici mura, otto delle quali si sarebbero unite agli angoli dell'ottagono, di modo che la figura fosse divisa in triangoli uguali. Soprattutto, però, si suggerì la creazione di una struttura garante non solo di sicurezza, ma anche di un alto livello di sanità  e di costume per i detenuti. 
A questo progetto si dedicò De Fazio, il quale, rendendosi conto della difficoltà nel realizzare la pianta ottagonale prevista inizialmente, passò ad una pianta pentagonale e quindi a quella esagonale, che venne approvata. L'architetto si ispirò, per l'opera carceraria, alla teoria del filosofo inglese Jeremy Bentham esposta nel 1791 all'interno del suo Panopticon. Agli inizi del XIX secolo essa fu applicata esaurientemente, per la facilità che offriva di controllare tutto da ogni punto di osservazione, in modo anche da ridurre i sorveglianti a uno solo. I detenuti, a loro volta consapevoli dell' "invisibile" onniscienza del guardiano, avrebbero in tal modo osservato il corretto comportamento imposto. 
Venne, così, emanato il bando per la gara di appalto, aggiudicata dalla ditta Saverio Curcio, che firmò il contratto il 23 marzo 1824.
I lavori iniziarono nel 1827; nel 1832 venne completato il primo padiglione, a cui seguirono il secondo braccio simmetrico e la cappella collocata nel secondo piano della tholos centrale. Nel 1837 fu ultimato l'edificio centrale e, nel 1839, sotto la direzione di Marino Massari, venne gettato il ponte levatoio, con la funzione di far oltrepassare il profondo fossato attorno al carcere.
Negli anni Quaranta dello stesso secolo vennero infine costruiti i restanti padiglioni posteriori, connessi a formare uno spazio semicircolare (il caratteristico emiciclo). L'assetto finale del carcere è ad oggi testimoniato da un rilievo di Federico Amodeo del 1870. 

### Chiusura
La struttura rimase funzionante fino al 1980, anno in cui un terremoto colpì disastrosamente la Campania centrale e la Basilicata centro-settentrionale. Fu necessario dimettere il carcere e trasferire i detenuti in quello di Bellizzi, frazione avellinese.
Nel 1987 fu completato il Carcere di Bellizzi e, di conseguenza, il vecchio carcere fu adibito a recupero per attività culturali. 

### Restauro e riapertura

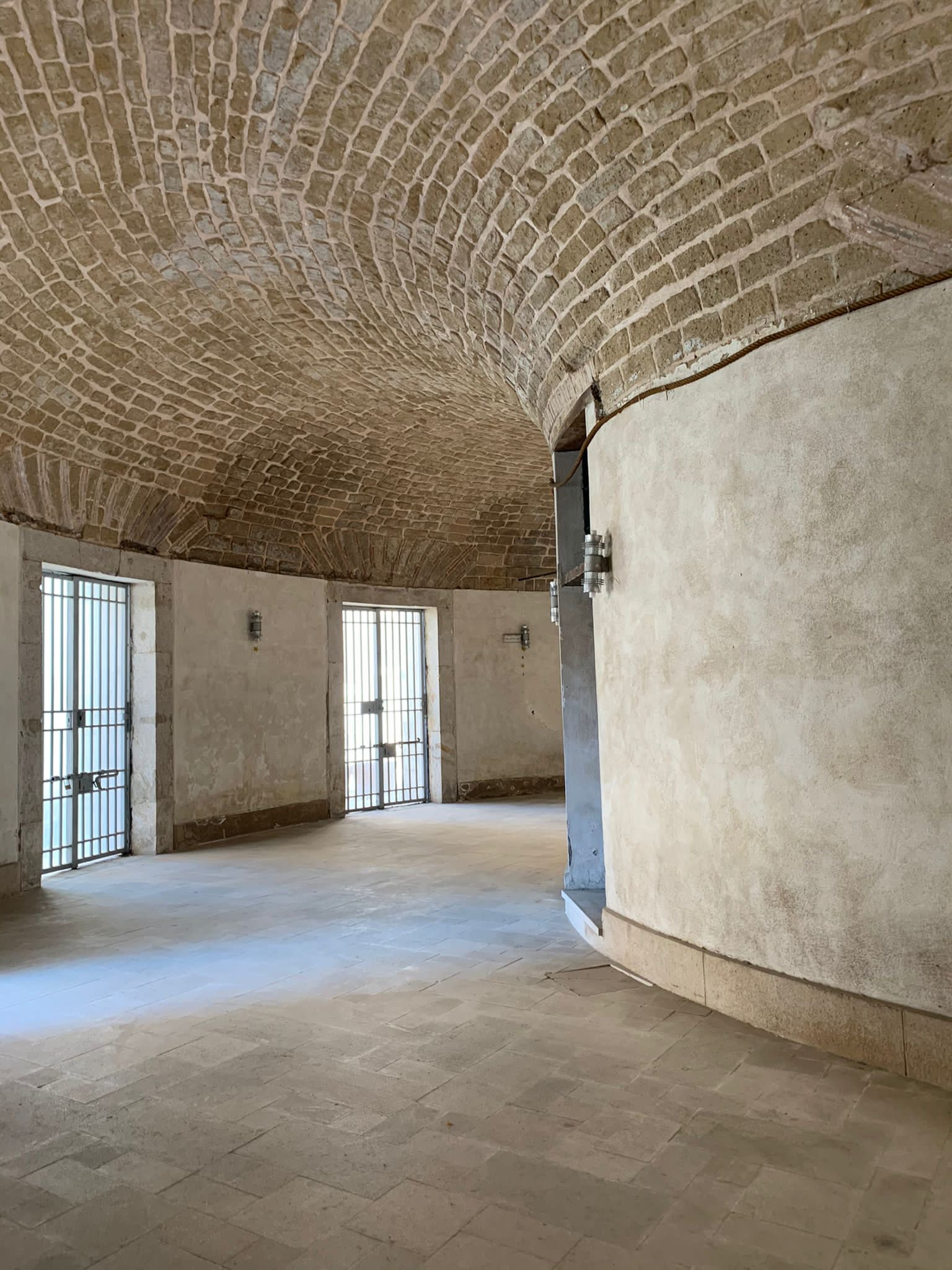
Complesso monumentale ex Carcere borbonico (Avellino) - particolare interno

In alcuni ambienti è stata collocata la pinacoteca provinciale delle opere di pittori irpini dello scorso secolo che sono stati importanti per l’Irpinia.
Coprendo il fossato è stato possibile l’allargamento della sede stradale; gli altri bracci invece hanno una destinazione differente: da Museo ad Archivio, da Biblioteca a Laboratorio. 
Attualmente nei padiglioni che erano dedicati alla detenzione maschile troviamo diversi ambienti tra cui: il lapidario, il deposito visitabile, la sezione risorgimento, la scientifica. Questi sono i padiglioni più curati dal punto di vista decorativo.
Il Complesso presenta anche diversi locali ad un unico livello realizzati successivamente, che prima erano adibiti a cucine e officine. Al primo piano troviamo il loggiato e i corselli mentre al secondo abbiamo la cappella che presenta una copertura a cupola, dedicata alle funzioni religiose.